# Václav Zralý
Václav Zralý (12. srpna 1906 Pnětluky – 29. září 1993 Pnětluky) byl český architekt, absolvent Bauhausu.

## Životopis

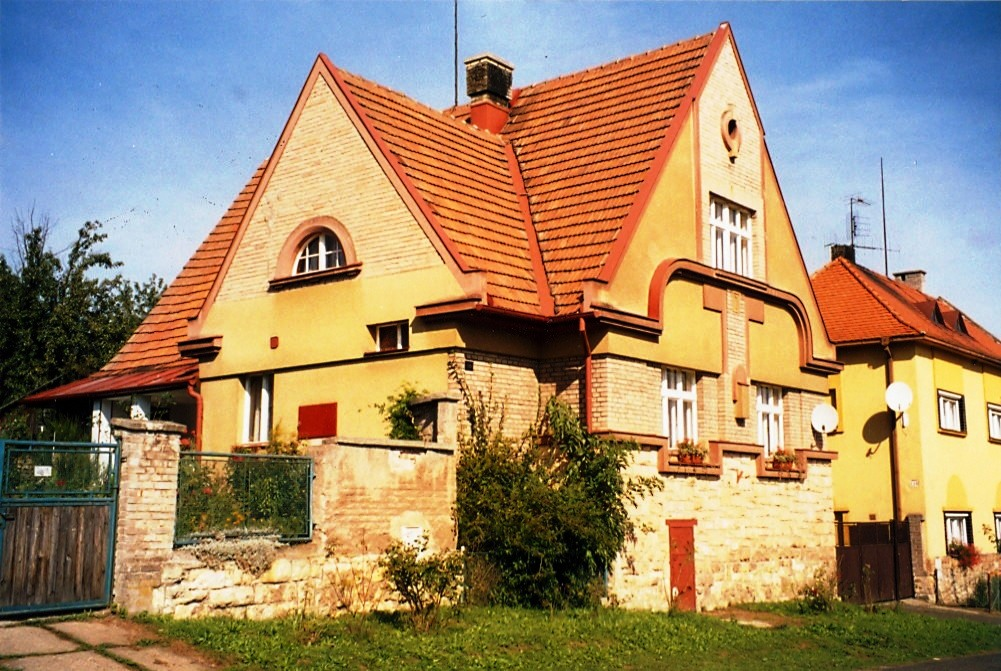
Dům čp. 116 v Pnětlukách projektovaný Zralým

Zralý se narodil v dnes již neexistujícím domě čp. 23, který v roce 1869 koupil jeho otec Vojtěch. Nejprve se v Praze vyučil zedníkem. V letech 1923–1927 studoval na Střední průmyslové škole stavební Josefa Gočára, kde byli jeho pedagogové Václav Šantrůček a Oldřich Starý. Po absolvování vojenské služby si podal přihlášku na Bauhaus a v roce 1929 byl přijat. Přípravný kurz v analytické kresbě absolvoval u Vasilije Kandinského. Poté nastoupil do stavebního oddělení, kde byli jeho hlavními školiteli Ludwig Hilberseimer a Mies van der Rohe. Během studia vytvořil tři studie: vyhlídkové věže s hotelem, rodinného domu a lázní v Pardubicích. Všechny tři vznikly v roce 1930. Jako diplomní práce předložil Zralý o rok později návrh krematoria a spojené chlapecké a dívčí školy. V případě návrhu školy byl konzultantem samotný Mies van der Rohe, který mu kromě diplomu udělil zvláštní uznání za vynikající studijní výsledky.

Po návratu do Čech se Zralý stal členem architektonické sekce Levé fronty, organizace českých levicově orientovaných intelektuálů, a roku 1933 vstoupil do nově založeného Svazu socialistických architektů. Doznívala však Velká hospodářská krize a pro architekty bylo obtížné získat zakázky. Zralý se účastnil několika výběrových řízení. 

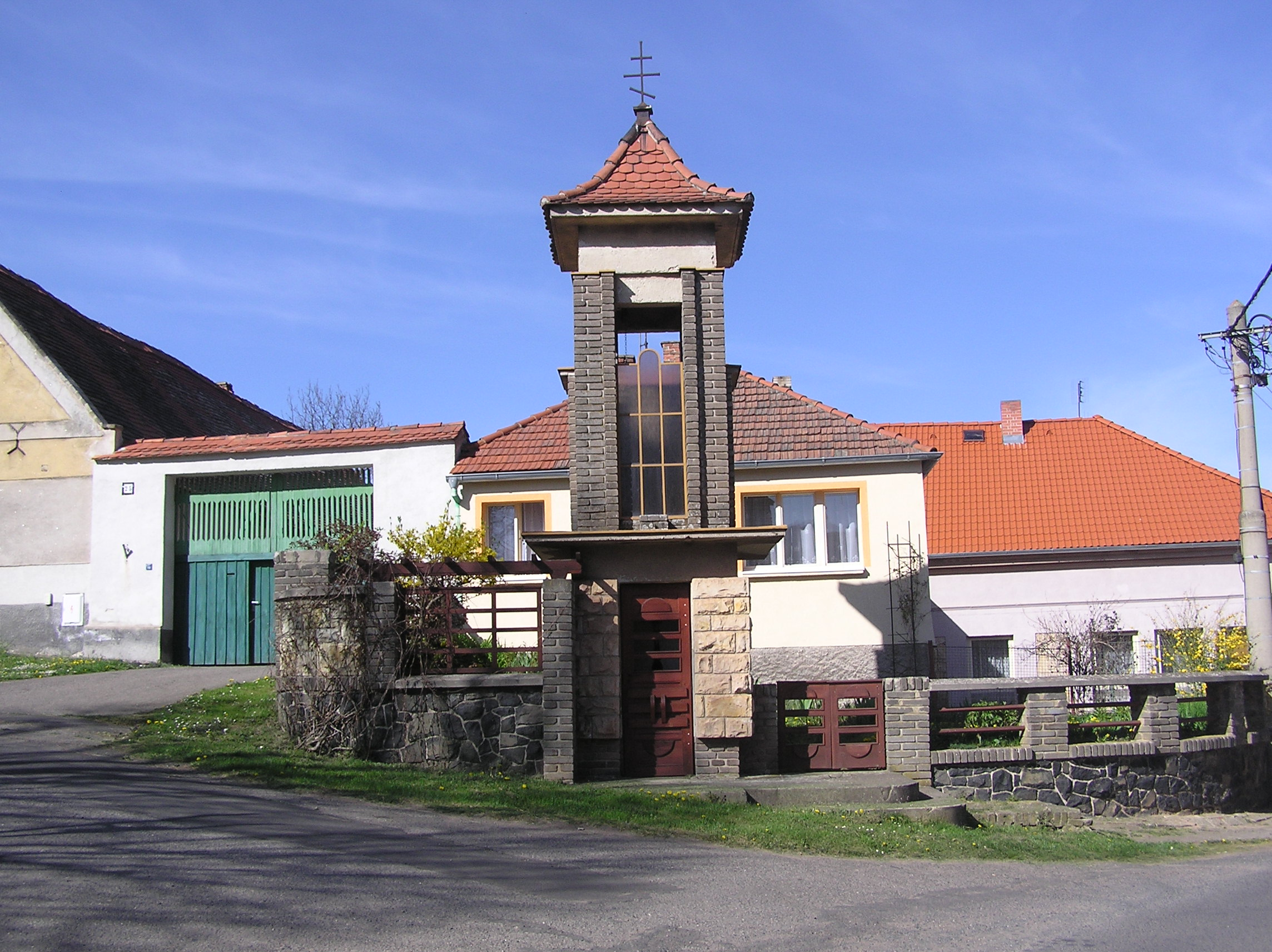
Husitská zvonička z roku 1940

Vypracoval návrhy na obytné domy pro družstvo Včela v Praze-Vršovicích, spořitelnu v Českých Budějovicích, kolonii rodinných domů v Libočanech a školu s internátem na Moravě. V žádné z těchto soutěží ale neuspěl. Jedinou realizací, na níž se podíleli ještě dva další architekti, byla vila spojená s provozem sodovkárny v Košířích. V roce 1934 odjel na rok do Francie, kde pracoval jako dělník. Poté se vrátil do rodných Pnětluk. Vyprojektoval zde domy čp. 114 a čp. 116 a tzv. husitskou zvoničku z roku 1940.
Po válce vystřídal několik zaměstnání. Pracoval ve strojní traktorové stanici, v lounském pivovaru a v Okresním stavebním podniku Louny, zde jako investiční referent. Projektoval drobné přístavby severočeských pivovarů, v Pnětlukách pak přístavbu sokolovny a ubytovnu pro česáče chmele.
Ačkoliv byl bezpartijní, nechal se v únoru 1948 zvolit do místního Akčního výboru Národní fronty. Přesto po založení JZD musela rodina vyklidit jedno poschodí svého domu pro kanceláře družstva. V roce 1955 byl pak tento dům zbořen a na jeho místě, v bezprostředním sousedství kostela sv. Matouše, byla postavena mohutná sušárna chmele. Ta zcela degradovala dříve tak malebné panorama obce. Paradoxně ji projektoval právě absolvent Bauhausu Zralý. V roce 1982 uspořádala Galerie Benedikta Rejta v Lounech výstavu jeho prací.